# Xavi Giménez
Xavi Giménez, AEC (Barcelona, 1970), és un director de fotografia català. Va cursar estudis de cinema decantant-se de seguida per la faceta d'operador. Amb un dels seus primers curtmetratges, Walter Peralta, de Jordi Mollà, ja va guanyar el premi a la millor fotografia en el Festival Internacional de Jerusalem. Des de llavors no ha parat de treballar, especialitzant-se en pel·lícules de gènere fantàstic (sobretot a partir de la seva col·laboració amb el director Jaume Balagueró, amb qui ha fet tres llargmetratges) el que li ha permès poder experimentar i donar sortida al seu enorme talent com a il·luminador.
És el director de fotografia habitual de les pel·lícules de terror de la companyia Filmax. El seu estil s'ajusta perfectament a les necessitats del gènere fantàstic, i aconsegueix enriquir totes les pel·lícules en les quals treballa amb una atmosfera visual sempre suggeridora i indiscutiblement singular. Això li ha valgut el reconeixement de la professió, sent nominat al Premi Goya a la millor fotografia per la pel·lícula Intacto, o guanyar en diverses ocasions el guardó que el Festival de Cinema Fantàstic de Sitges concedeix al millor operador. El 2009 va rebre el Goya a la millor fotografia per Agora. El 2013 va debutar com a director a Animales domésticos.

## Filmografia com a Director de Fotografia
- 1991 - Els peixos argentats a la peixera, Dir. Carlos Atanes
- 1993 - El tenor mental, Dir. Carlos Atanes
- 1993 - Walter Peralta, Dir. Jordi Mollà
- 1994 - Truqui abans d'entrar, Dir. Tola Castillo
- 1995 - Hombre cero, Dir. Carles Schenner
- 1995 - Tríptico, Dir. Carlos Atanes
- 1996 - La parabólica, Dir. Oriol Ferrer
- 1996 - El domini dels sentits, episodi dirigit per Isabel Gardela
- 1996 - Andrea, Dir. Sergi Casamitjana
- 1997 - Bomba de relojería, Dir. Ramón Grau
- 1997 - La comida, Dir. Mario Durán
- 1998 - Génesis, Dir. Nacho Cerdà
- 1999 - Els sense nom, Dir. Jaume Balagueró
- 2001 - Intacto, Dir. Juan Carlos Fresnadillo
- 2002 - Ataúdes de luz, Dir. Nacho Cerdà
- 2002 - Darkness, Dir. Jaume Balagueró
- 2003 - La gran aventura de Mortadelo y Filemón, Dir. Javier Fesser
- 2003 - Palabras encadenadas, Dir. Laura Mañà
- 2004 - El maquinista, Dir. Brad Anderson
- 2004 - Hipnos, Dir. David Carreras
- 2005 - Frágiles, Dir. Jaume Balagueró
- 2006 - The abandoned, Dir. Nacho Cerdà
- 2006 - El camino de los ingleses, Dir. Antonio Banderas
- 2008 - Transsiberian, Dir. Brad Anderson
- 2008 - Agora, Dir. Alejandro Amenábar
- 2016 - El rey tuerto, Dir. Marc Crehuet
- 2017 - El secreto de Marrowbone, Dir. Jaume Balagueró